# فین بک
فین بک (انگلیسی: Fin Back؛ زادهٔ ۲۵ سپتامبر ۲۰۰۲) بازیکن فوتبال است.